# Delta Wicksella
Delta Wicksella – wskaźnik porównujący koszt kapitału z jego zwrotem. Potrafi określić stopień nierównowagi gospodarek państw, które oparte są na kredytach.
Pozwala określić zwrot z inwestycji powyżej kosztu kapitału na podstawie porównania ex post naturalnej i pieniężnej stopy procentowej. Informuje o trendach ruchu wartości kapitału własnego i wskazuje, w którym miejscu znajduje się gospodarka w cyklu koniunkturalnym na podstawie neo-wicksellowskiej teorii cyklu kredytowo-koniunkturalnego. Mniej więcej jest w stanie wyznaczyć szczyty i dołki giełdowych notowań indeksów w trakcie długotrwałej hossy bądź bessy. Pomiary delty mają swój punkt odniesienia na poziomie równowagi zwanym equilibrium.
Wzór na deltę Wicksella
Delta Wicksella = naturalna stopa procentowa - pieniężna stopa procentowa
Naturalna stopa procentowa - zwrot z kapitału inwestycyjnego przedsiębiorstw.
Pieniężna stopa procentowa - pięcioletnia średnia krocząca rentowności pięcioletnich obligacji rządowych.
Interpretacja
Delta może uzyskać wynik dodatni, ujemny i teoretycznie możliwy jest również wynik równy zero. Gdy delta jest dodatnia oraz w danym ujęciu czasowym rośnie, można spodziewać się wzrostu cen akcji. Jeżeli delta jest dodatnia i w pewnym czasie spada, ceny akcji powinny pójść w dół. Jeśli wynik działania będzie ujemny i będzie stabilny przez pewien czas, ceny akcji nie będą zmieniać swojej wartości w żadną ze stron. Teoretycznie, gdyby naturalna stopa procentowa wynosiła dokładnie tyle ile wynosiłaby pieniężna stopa procentowa, doszlibyśmy do poziomu równowagi, jednak nie oznacza to, że poziom ten kiedykolwiek został osiągnięty.

## Odnośniki
1. Koniec Wielkiego Mitu, czyli jak zarabiać na polityce monetarnej i cyklach koniunkturalnych - Thomas Aubrey (2013)
2. Walc Wiedeński na Wall Street. Ekonomia austriacka dla inwestorów giełdowych - Mark Skousen (2013)
3. Interest and Price - Knut Wicksell (1898)